# 스탠리 존슨
스탠리 패트릭 존슨(Stanley Patrick Johnson, 1940년 8월 18일 출생)은 영국과 프랑스의 작가이자 전 정치인으로, 1979년부터 1984년까지 와이트 햄프셔 이스트를 대표하는 유럽 의회 의원이었다. 세계은행과 유럽 연합 집행위원회의 전 직원이었으며, 환경 및 인구 문제에 대한 책을 저술했다. 그의 여섯 자녀 중에는 2019년부터 2022년까지 영국 총리를 지낸 보리스 존슨이 있다. 그는 보수당의 전 구성원이다.

## 개인 생활
스탠리 존슨은 1940년 콘월주 펜잰스에서 오스만 케말(1909~1992, 윌프레드 존슨으로 알려짐)과 아이린 윌리엄스(1907~1987, 브롬리, 켄트주의 스탠리 프레드 윌리엄스의 딸로, 조지 윌리엄스 경의 증손자임)와 마리 루이즈 드 페펠의 아들로 태어났다. 그의 친조부인 알리 케말 베이는 오스만 제국 정부의 마지막 내무 장관 중 한 명으로, 1922년 튀르키예 독립 전쟁 중 암살되었다. 스탠리의 아버지는 1909년 본머스에서 태어났으며, 그의 출생은 오스만 알리 윌프레드 케말로 등록되었다. 오스만의 영국계-스위스계 어머니 위니프레드 브룬은 출산 직후 사망했다. 알리 케말은 1912년에 오스만 제국으로 돌아갔고, 이후 오스만 윌프레드와 그의 여동생 셀마는 영국인 할머니 마가렛 브룬에 의해 길러졌으며, 할머니의 혼전 성인 존슨을 사용하게 되었고, 스탠리의 아버지는 윌프레드 존슨이 되었다.
존슨의 외할머니의 부모는 후베르트 프라이헤어 폰 페펠(1843년 12월 8일 바이에른 왕국 뮌헨에서 출생)과 그의 아내 헬렌 아르누-리비에르(1862년 1월 14일 출생)였다. 후베르트 폰 페펠은 카를 프라이헤어 폰 페펠(1811년 11월 22일 작센 왕국 드레스덴에서 출생, 1890년 1월 25일 뮌헨에서 사망)의 아들로, 1836년 2월 16일 아우크스부르크에서 카롤리나 폰 로텐부르크(1805년 11월 28일 프랑크푸르트 자유시에서 출생, 1872년 2월 13일 프랑크푸르트에서 사망)와 결혼했다. 카롤리나 폰 로텐부르크는 프리데리케 포르트와 뷔르템베르크의 파울 공작의 사생아라고 알려져 있다.
스탠리 존슨은 도싯의 셔본 스쿨에 다녔다. 옥스퍼드 대학교 엑시터 칼리지에서 영문학 학부생으로 재학 중, 그는 팀 세버린과 마이클 드 라라바이티와 함께 마르코 폴로 원정에 참여하여 오토바이와 사이드카를 타고 옥스퍼드에서 베네치아로, 그리고 인도와 아프가니스탄으로 여행했다. 이 모험은 세버린의 1964년 저서 '마르코 폴로 추적'(사진: 드 라라바이티) 출판으로 이어졌다.
존슨은 1963년에 컬럼비아 대학교에서 공부를 시작했지만, 1년 만에 중퇴했다. 컬럼비아에서 그는 매릴번에서 화가 샬럿 포셋과 결혼하여 네 자녀를 두었다. 자녀는 다음과 같다: 보리스, 전 보수당 대표이자 영국 총리; 레이철, 언론인이자 전 더 레이디 편집장; 조, 전 영국 의회 의원(오핑턴 선거구), 전 대학 담당 국무장관, 전 파이낸셜 타임스의 렉스 칼럼 책임자; 그리고 레오, 영화 제작자이자 기업가이다. 존슨과 포셋은 1979년에 이혼했다. 존슨은 1981년 웨스트민스터에서 제니퍼 키드와 결혼하여 두 자녀를 두었다. 자녀는 줄리아와 막시밀리안이다.
2020년 7월, 코로나19 팬데믹 기간 동안 존슨은 인스타그램에 자신이 아테네, 그리스로 여행하는 사진을 게시했다. 그는 봉쇄 기간 동안 "필수적인 국제 여행 외에는 모두 피해야 한다"는 지침이 있었음에도 여행을 한 것에 대해 자유민주당 의원 제이미 스톤의 비판을 받았다. 당시 그리스는 국경을 재개방했지만 영국에서 직항을 금지했다. 존슨은 불가리아를 경유하여 그리스의 규칙을 우회했다.
2020년 12월, 존슨은 그의 어머니와 그녀의 부모님이 프랑스인이었기 때문에 프랑스 여권을 신청하고 있다고 말했다. 이후 프랑스 시민권을 취득한 존슨은 기쁘다고 밝혔다.

## 경력
틀:BLP sources section
존슨은 미국 하크니스 펠로우십의 수혜자였으며, 1960년대에는 워싱턴 D.C.의 세계은행에 근무했다. 1973년부터 브뤼셀의 유럽 연합 집행위원회 (EC) 오염 방지 부서장을 역임했으며, 1979년 5월에는 잠시 ECPS 부서장 고문으로 일하다가 한 달 후 휴직했다. 1984년 EC에서 이전 직책으로 복귀했으며, 1990년 국제 환경 정책 분야에서 일하기 위해 두 번째 휴직을 했다. 1994년 EC에서 조기 퇴직했다.

### 정치
1979년 6월부터 1984년까지 존슨은 햄프셔 동부와 아일오브와이트 지역을 대표하는 보수당 유럽 의회 의원(95,000표 차이로 당선)으로 재직했다.
2005년 영국 총선에서 존슨은 테인브리지 선거구에서 보수당 후보로 출마하여 자유민주당의 리처드 영거-로스에 이어 2위를 차지했다.
2008년 5월, 존슨은 보수당에서 그의 아들 보리스의 의석인 헨리에 출마하기를 희망했지만, 존 하웰이라는 지역 의원이 후보로 선정되었다.
2016년 유럽 연합 회원국 국민투표 기간 동안 잔류 캠페인을 지지했던 그는 2017년 10월 영국이 유럽 연합을 탈퇴하는 것을 지지한다고 밝히며 "탈출할 때가 왔다"고 말했고, 장클로드 융커 유럽 연합 집행위원장의 접근 방식과 태도가 그의 마음을 바꾸는 주요 요인이었다고 언급했다.

### 책과 기타 글
그는 환경 문제에 관한 여러 권의 책과 아홉 권의 소설을 출판했으며, 그 중 '위원'은 존 허트 주연의 1998년 영화로 제작되었다. 1962년에는 뉴디게이트 시문학상을 수상했다.
한동안 2005년 5월 26일부터 가디언의 G2 섹션에 주간 칼럼을 썼으며, 종종 환경 문제에 대해 다양한 신문과 잡지에 계속해서 글을 썼다.
그는 2009년 3월에 출판된 회고록 '스탠리, 제가 생각하기에는'(Stanley I Presume)을 썼다.
그의 2015년 소설 '바이러스'는 정체불명의 바이러스의 출현과 치명적인 팬데믹을 막기 위한 싸움에 대한 스릴러이다.

### 텔레비전
그는 채널 4의 모어4 채널 심야 토론 프로그램 '더 라스트 워드'의 초기 정규 진행자 중 한 명이었으며, 2004년 5월 7일 '내가 당신을 위한 소식이 있나요'에 출연했다.
2017년 11월 존슨은 '나는 유명인사... 여기서 나가!'의 17번째 시리즈 참가자로 확정되었으며, 7위를 차지했다. 2018년 그는 다른 8명의 유명인사와 함께 BBC 프로그램 '더 리얼 마리골드 호텔'에 출연했다. 2020년 2월에는 BBC Two의 '셀러브리티 앤티크 로드 트립'에 출연했다.

### 수상
1983년 그는 동물 복지에 대한 뛰어난 공로로 영국왕립동물학대방지협회 리처드 마틴 상을 수상했다. 그는 수년 동안 독일 본에 본부를 둔 UNEP 야생동물 이동종 보존 협약의 대사로 활동했다.
2015년 10월 존슨은 유럽 자연 보전 정책의 초석 중 하나인 서식지 지침(1992)을 만드는 데 기여한 공로로 왕립조류보호협회로부터 RSPB 메달을 수상했다.
2015년 12월 그는 세계자연기금의 '살아있는 행성을 위한 리더' 상을 수상했다.

## 공개 발언
2018년 8월, 존슨은 아들 보리스가 부르카를 입은 무슬림 여성들을 "우체통"이나 "은행 강도"에 비유한 발언이 충분하지 못했으며, 그 발언에 대한 비판은 정치적 반대자들이 만들어낸 "인위적인 분노"라고 말했다.
2022년 6월, 마르코 폴로를 주제로 한 TV 프로그램을 위해 존슨이 중국을 방문하기에 앞서, 존슨은 영국 의회가 주영 중국 대사의 의회 출입 금지를 해제해야 한다고 주장했다.

## 배우자 학대 및 부적절한 접촉 의혹
전기작가 톰 바워는 존슨의 첫 번째 아내 포셋과의 인터뷰에서 "그는 수년간 나를 여러 번 때렸다"고 기록했다. 그녀는 1970년대 사건에 대해 "그는 내 코를 부러뜨렸다. 그는 내가 그럴 만하다고 느끼게 만들었다. 진실이 밝혀지기를 원한다"고 말했다.
존슨은 어떠한 가정 폭력도 부인했다. 2024년 채널 4 다큐멘터리 '보리스 존슨의 흥망성쇠' 말미에 공개된 서면 진술에서 포셋과의 결혼에서 얻은 자녀들인 보리스, 레이철, 레오, 조는 다음과 같이 말했다: "기록을 위해 말씀드리자면, 저희 네 자녀는 부모님의 결혼 생활에 대한 이러한 묘사를 어떤 식으로든 인정하지 않습니다. 그는 영웅적인 아버지였고(지금도 그렇습니다) 저희가 직접 목격한 것은 그들 사이의 엄청나고 변함없는 애정이었습니다."
2021년 11월 15일 캐롤라인 노크스는 2003년 블랙풀에서 열린 보수당 전당대회에서 존슨이 자신을 부적절하게 만졌다고 비난했다. 존슨은 "캐롤라인 노크스를 전혀 기억하지 못한다"고 말했다. 이어서 언론인 에일브히 레아는 2019년 보수당 전당대회에서 존슨이 자신을 더듬었다고 비난했다.

## 저서
- Gold Drain (1967, Heinemann) ISBN B0000CNKG6
- Panther Jones for President (1968, Heinemann) ISBN 0-434-37701-5
- Life without Birth: A Journey Through the Third World in Search of the Population Explosion (1970, Heinemann) ISBN 0-434-37702-3
- The Green Revolution (1972, Hamilton) ISBN 0-241-02102-2
- The Population Problem (1973, David & C) ISBN 0-7153-6282-8
- The Politics of Environment (1973, T Stacey) ISBN 0-85468-298-8
- The Urbane Guerilla (1975, Macmillan) ISBN 0-333-17679-0
- Pollution Control Policy of the EEC (1978, Graham & Trotman) ISBN 0-86010-136-3
- The Doomsday Deposit (1979, EP Dutton) ISBN 0-525-09468-7
- The Marburg Virus (1982, Heinemann) ISBN 0-434-37704-X
- Tunnel (1984, Heinemann) ISBN 0-434-37705-8
- Antarctica: The Last Great Wilderness (1985, Weidenfeld & N) ISBN 0-297-78676-8
- The Commissioner (1987, Century) ISBN 0-7126-1587-3
- World Population and the United Nations (1987, Cambridge UP) ISBN 0-521-32207-3
- Dragon River (1989, Frederick Muller) ISBN 0-09-173526-2
- The Earth Summit: The United Nations Conference on Environment and Development (UNCED) (1993, Kluwer Law International) ISBN 978-1-85333-784-0
- World Population - Turning the Tide (1994, Kluwer Law International) ISBN 1-85966-046-0
- The Environmental Policy of the European Communities (1995, Kluwer Law International) ISBN 90-411-0862-9
- The Politics of Population: Cairo, 1994 (1995, Earthscan) ISBN 1-85383-297-9
- Icecap (1999, Cameron May) ISBN 1-874698-67-8
- Stanley I Presume (2009, Fourth Estate Ltd) ISBN 0-00-729672-X
- Survival: Saving Endangered Migratory Species [로버트 배그 공저] (2010, Stacey International) ISBN 1-906768-11-0
- Where the Wild Things Were: Travels of a Conservationist (2012, Stacey International) ISBN 1-906768-87-0
- UNEP The First 40 Years; A Narrative by Stanley Johnson (2012, 유엔 환경 계획) ISBN 978-92-807-3314-3
- Stanley I Resume (2014, Biteback) ISBN 978-1-84954-741-3
- The Virus (2015, Witness Impulse) ISBN 978-0062414922[29]
- Kompromat (2017, Point Blank) ISBN 978-1-78607-246-7